# Jeffersonville (Nueva York)
Jeffersonville es una villa ubicada en el condado de Sullivan en el estado estadounidense de Nueva York. En el año 2000 tenía una población de 420 habitantes y una densidad poblacional de 397 personas por km².

## Geografía
Jeffersonville se encuentra ubicada en las coordenadas 41°46′50″N 74°55′56″O / 41.78056, -74.93222. Según la Oficina del Censo, la ciudad tiene un área total de 1,1 km² (0,4 mi²), de la cual 1,1 km² (0,4 mi²) es tierra y 0 km² (0 mi²) (0%) es agua.

## Demografía
Según la Oficina del Censo en 2000 los ingresos medios por hogar en la localidad eran de $32,500, y los ingresos medios por familia eran $48,125. Los hombres tenían unos ingresos medios de $34,219 frente a los $22,232 para las mujeres. La renta per cápita para la localidad era de $17,899. Alrededor del 6.7% de la población estaban por debajo del umbral de pobreza.